# Joseph Kehren

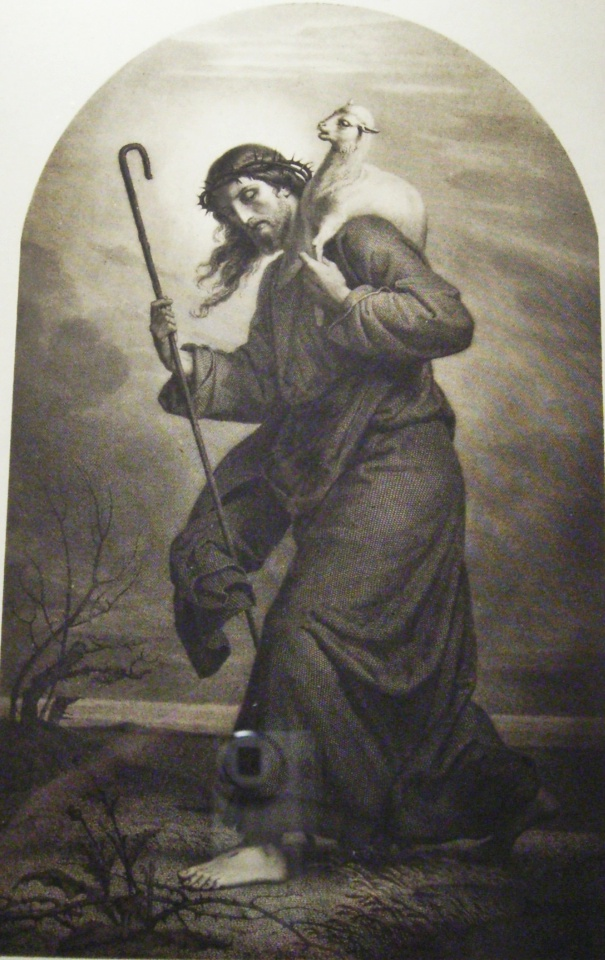
Joseph Kehren: A jó pásztor (1872)

Joseph Kehren (Hülchrath, 1817. május 30. – Düsseldorf, 1880. május 21.) német festő. 

## Élete
1834-ben kezdte meg tanulmányait a düsseldorfi akadémián. Eleinte főleg vallásos tárgyú képeket festett, majd Alfred Rethelnek segítségére volt az aacheni városháza termében Nagy Károly történetéből vett freskóképek elkészítésében. Mikor Rethel elmebetegségbe esett, Kehren fejezte be a képeket (1862) Rethel vázlatai és tervei szerint. 1874-től kezdve Peter Janssen és Franz Heinrich Commans festőkkel elkészítette a mörsi tanítóképezde aulájának freskóképeit, melyek az egész világtörténet egyes kimagasló mozzanatait ábrázolják a világ teremtésétől I. Vilmos császárrá koronázásáig. Egyéb művei: Mária a gyermek Jézussal; Loreley; József fölfedezi magát testvérei előtt; Krisztus a kereszten és Magdolna; A fájdalmas anya; Saulus István vértanú holttesténél.